# Hare Peak
Der Hare Peak ist ein 2970 m hoher Berg mit eisfreiem Gipfel in der antarktischen Ross Dependency. Im Königin-Maud-Gebirge ragt er am nördlichen Ende eines Gebirgskamms auf, der die Ostseite des Leigh-Hunt-Gletschers flankiert.
Teilnehmer einer von 1961 bis 1962 dauernden Forschungskampagne im Rahmen der New Zealand Geological Survey Antarctic Expedition benannten ihn nach Clarence Hare (1880–1967), einem Teilnehmer der britischen Discovery-Expedition (1901–1904).